# Massimo Bonini
Massimo Bonini (13 d'octubre de 1959) és un exfutbolista sanmarinès de la dècada de 1980 i entrenador.
Pel que fa a clubs, defensà els colors de diversos clubs italians com Forlì, AC Cesena, Juventus FC i Bologna.
També fou internacional amb la selecció de San Marino.
El novembre de 2003 fou escollit Golden Player de San Marino com el futbolista del país més destacat dels darrers 50 anys.

## Palmarès
Juventus FC
- Serie A: 1981-82, 1983-84, 1985-86
- Coppa Italia: 1982-83
- Recopa d'Europa de futbol: 1983-84
- Copa d'Europa de futbol: 1984-85
- Supercopa d'Europa de futbol: 1984
- Copa Intercontinental de futbol: 1985